# Sinfonia n.º 40 (Mozart)
A sinfonia n.º 40 em sol menor, KV. 550, de Wolfgang Amadeus Mozart, também conhecida como a "Grande" sinfonia em sol menor, para distingui-la da "Pequena" sinfonia em sol menor, a n.º 25, foi composta no ano de 1788. As duas são as únicas sinfonias em tons menores compostas por Mozart, com a exceção de uma sinfonia em lá menor redescoberta recentemente, do início de sua carreira, conhecida hoje em dia como a Sinfonia Odense.

## Composição
A obra foi finalizada em 25 de junho de 1788; sua composição se deu em meio a um período excepcionalmente produtivo, de algumas semanas naquele ano, durante as quais Mozart também terminou as sinfonias nº 39 e 41 (26 de junho e 10 de agosto, respectivamente).

### Estreia
Os documentos da época não trazem qualquer evidência sólida de que a estreia da 40ª sinfonia teria ocorrido durante a vida de Mozart. No entanto, a evidência circunstancial de que ela o teria sido é demasiado forte. Por diversas ocasiões, entre a composição da sinfonia e a morte do compositor, concertos sinfônicos foram realizados com a música de Mozart, incluindo concertos cujos programas sobreviveram, e incluíam uma sinfonia sem qualquer identificação de data ou tom. Entre eles estavam:
- Dresden, 14 de abril de 1789, durante a viagem de Mozart para Berlim
- Leipzig, 12 de maio 1789, na mesma viagem
- Frankfurt, 15 de outubro de 1790
- Existem cópias do poster de um concerto realizado pela Tonkünstlersocietät (Sociedade de Músicos) em 17 de abril de 1791 no Burgtheater, em Viena, regidos pelo colega de Mozart, Antonio Salieri. A primeira atração no programa foi descrita como "Uma Grandiosa Sinfonia composta por Herr Mozart".[4]

Há também o fato de que Mozart teria revisado a sua sinfonia (e o manuscrito de ambas as versões ainda existe). Isto demonstraria que a sinfonia teria sido executada, pois Mozart dificilmente teria se dado ao trabalho de adicionar clarinetes e reescrever as flautas e oboés para acompanhá-los, se não tivesse uma performance específica em mente. A orquestra do concerto de 1791 em Viena incluia os irmãos clarinetistas Anton e Johann Stadler, o que limitava as possibilidades a apenas às sinfonias nº 39 e 41. A versão sem os clarinetes também deve ter sido executada, pois a versão reorquestrada de duas passagens no movimento lento, que ainda existe na própria caligrafia de Mozart, deve ter sido resultado de uma audição sua da obra, onde pode ter descoberto algum aspecto que precisasse de melhorias.
No que diz respeito aos concertos para os quais a sinfonia tinha sido originalmente tencionada, uma teoria sugere que Mozart estaria se preparando para realizar uma série de três "Concertos no Cassino", num novo cassino situado na Spiegelgasse, de propriedade de Philipp Otto. Mozart chegou até mesmo a enviar um par de ingressos para seu amigo Michael Puchberg. Parece, no entanto, impossível de se determinar quando esta série de concertos foi realizada, ou se foi cancelada por falta de interesse. Outra possibilidade seria de que apenas o primeiro dos três concertos tenha sido realizado.

## Música
A sinfonia foi orquestrada, em sua versão revista, para uma flauta, dois oboés, duas clarinetas, dois fagotes, duas trompas e cordas. É de se destacar a ausência de trompetes e tímpanos.
A obra está estruturada em quatro movimentos, que seguem o arranjo tradicional (movimento rápido, movimento lento, minueto, movimento rápido) de uma sinfonia da era clássica.
1. Molto allegro
2. Andante
3. Menuetto – Trio
4. Allegro assai

Cada um dos movimentos, com a exceção do terceiro, estão na forma sonata; o minueto e o trio estão na forma ternária.
O primeiro movimento começa sombrio, não em seu tema principal, mas no acompanhamento, tocado pelas cordas mais graves, com violas divididas. A técnica de começar a obra com uma figura de acompanhamento foi usada posteriormente pelo próprio Mozart em seu último concerto para piano (KV. 595), e se tornou um dos recursos favoritos dos românticos (entre alguns dos exemplos está a abertura do concerto para violino de Mendelssohn e o terceiro concerto para piano de Rachmaninoff.
O primeiro tema é bem conhecido:
O segundo movimento é uma obra lírica em compassos de 6/8, em mi bemol maior, a submediante maior do tom geral de sol menor da sinfonia.
O minueto começa com um ritmo hemiólico nervoso, e um par de frases de três compassos de duração; diversos críticos já comentaram que, ainda que a música receba o rótulo de "minueto", ela dificilmente seria própria para a dança. A seção do trio, que contrasta pela sua placidez, em sol maior, alterna a seção de cordas com os sopros.
O quarto movimento foi composto, em sua maior parte, por frases de oito compassos, que seguem a tendência geral rumo aos ritmos "quadrados" típicos dos finais de sinfonias da era clássica. Uma passagem notável de modulação, que desestabiliza fortemente o tom da obra, ocorre no início da seção de desenvolvimento, no qual cada uma das notas (menos uma) de uma escala cromática são executadas. Esta única nota que é deixada de fora é, na realidade, um sol natural (a tônica).

## Recepção
A obra despertou interpretações variadas de seus críticos. O compositor Robert Schumann via-a como possuindo uma "graça e leveza grega". O musicólogo britânico Donald Francis Tovey via nela o caráter de uma ópera-bufa. A percepção atual, no entanto, é de que a sinfonia apresenta um tom trágico, e intensamente emocional; o pianista e crítico Charles Rosen a chamou de "uma obra de paixão, violência e dor." Embora as interpretações sejam divergentes, a sinfonia é, sem sombra de dúvida, uma das obras mais admiradas do compositor, e uma das mais executadas e gravadas.

## Influência
Ludwig van Beethoven conhecia bem a sinfonia, e copiou 29 compassos da partitura num de seus cadernos. Acredita-se que o tema de abertura do último movimento possa ter inspirado-o a compor o terceiro movimento de sua quinta sinfonia. Além disso, o primeiro movimento da sua sonata para piano Opus 2, número 1 em fá menor parece ecoar alguns dos motivos rítmicos do último movimento desta sinfonia.
Diversas obras de Franz Schubert, incluindo um de seus quartetos de cordas e, especialmente, o minueto de sua quinta sinfonia, mostram certa influência desta obra - embora os minuetos de Schubert não possuam algumas das complexidades rítmicas e contrapuntais que os de Mozart têm.

## Mídia
Os seguintes arquivos contêm uma gravação digital de uma performance da 40ª sinfonia, feita pela Orquestra Sinfônica de Fulda, realizada em 18 de março de 2001, na Orangeria, em Fulda, Alemanha.